# Prospalta dolorosa
Prospalta dolorosa là một loài bướm đêm trong họ Noctuidae.